# Jelovica (visoravan)
Jelovica je krška visoravan u sjeverozapadnoj Sloveniji. To je najistočniji dio Julijskih Alpa, a obrastao je smrekovom šumom.
Partizanski vrh, izvorno poznat kao planina Kotlič, smještena na južnom dijelu visoravni, njezin je najviši vrh i doseže nadmorsku visinu od 1411 metara. Sjeverni dio visoravni je na nadmorskim visinam do 1100 metara.
U Jelovici se u prošlosti kopala željezna ruda. Tijekom Drugog svjetskog rata, Jelovica je bila utočište slovenskih partizana. Danas je to zaštićeno područje kao dio mreže Natura 2000.

## Vanjske poveznice
|  | Zajednički poslužitelj ima još gradiva o temi Jelovica (visoravan) |